# Хилда Казасян
Хилда Вили Казасян е българска джаз певица.

## Биография
Хилда Казасян е родена на 27 март 1970 г. в София. Дъщеря е на българския диригент и композитор от арменски произход Вили Казасян (1934 – 2008) и Надежда Ранджева. През 1989 г. завършва Националното музикално училище „Любомир Пипков“ със специалност „Ударни инструменти“. Продължава образованието си в класическия отдел на Консерваторията отново с ударни инструменти, която завършва в класа на проф. Добри Палиев.
Има 7-годишен брак с актьора Чочо Попйорданов, който приключва поради неговата връзка с актрисата Йоана Буковска. След това Хилда Казасян има връзка с бизнесмена Симеон Бучков-Бучи, от когото има дъщеря Надежда-Мари. От 2013 г. има връзка с Пламен Иванов.
Член е на журито на телевизионното шоу на бТВ „България търси талант“ – сезон 1 (2010) и сезон 2 (2012). Дванадесет сезона е в журито на българското шоу „Като две капки вода“ (2013 – 2016; 2018 – досега).
През 2018 – 2019 г. е заместник-председател на Обществения съвет към БНТ.
Казасян е антикомунистка и неколкократно се изказва против президента Румен Радев.

## Дискография

### CD
- Cover girl
- Защо не (1996)
- Сложи си ципа на устата (1996)
- Jazz & Samba (2005)
- Замълчи, замълчи (2007) – реаранжирана българска филмова музика
- Jazz & me (2012)

### DVD
- Гершуин, когото обичам (2004) – концерт